# Mill Creek (Eel River, Indiana)
Der Mill Creek (englisch für „Mühlbach“) ist der etwa 70 km lange linke Quellfluss des Eel Rivers im US-Bundesstaat Indiana.
Seinen Ursprung hat der Fluss im Marion Township, Hendricks County, westlich der Stadt Danville. Der noch kleine Bach fließt in südliche Richtung durch das County, bei der Ortschaft Stilesville vereinigt er sich mit weiteren kleinen Bächen, darunter dem East Fork Mill Creek. Im Mittellauf wurde der Mill Creek begradigt und fließt in einem kanalartigen Bett, dem Mill Creek Ditch. Den alten Verlauf des Gewässers bezeugen nur mehr einige Altwasserarme sowie die dem ursprünglichen Bachbett folgenden Grenzen von Putnam und Hendricks sowie Putnam und Morgan County. Nach der Interstate 70-Überführung fließt der Mill Creek in südwestliche Richtung und schließlich durch die südöstliche Ecke des Putnam Countys.
Im Owen County erreicht der kleine Fluss hügeliges Gelände und damit wieder ein naturnahes Flussbett. Nach einer Wendung nach Westen bzw. Nordwesten strömt der Mill Creek über die Cataract Falls. Diese Wasserfälle bestehen aus zwei Stufen – den sechs Meter hohen Oberen und den fünf Meter hohen Unteren Fällen – und sind gemessen an der Wassermenge größten Fälle Indianas. Die historische Cataract Covered Bridge überspannt den Fluss (hier auch Eel River genannt) oberhalb der Fälle.
Direkt nach den Fällen beginnt der Cagles Mill Lake. Dieser Stausee wurde 1952 errichtet und dient primär dem Hochwasserschutz. Der Mill Creek fließt ungefähr viereinhalb Kilometer unterhalb des Staudammes mit dem Big Walnut Creek zusammen und bildet ab da den Eel River. Vorher nimmt er im Putnam County noch den Deer Creek auf, einen der größten Nebenflüsse des Mill Creeks.